# Afanassi Semjonowitsch Rogowitsch

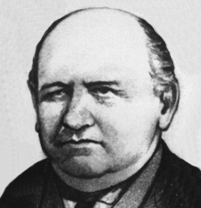
Afanassi Semjonowitsch Rogowitsch

Afanassi Semjonowitsch Rogowitsch, ukrainisch Опана́с Семе́нович Рого́вич, russisch Афанасий Семёнович Рогович, wiss. auch Athanasi Semenovich Rogowicz, (* 18. Januar 1812 in Rogowle, Gouvernement Tschernigow; † 1878) war ein Botaniker, Geologe und Paläontologe. Sein botanisches Autorenkürzel lautet „Rogow.“ bzw. „ROG.“
Rogowitsch war adliger Herkunft und besuchte das Gymnasium in Tschernihiw. Er studierte Naturwissenschaften an der Wladimir-Universität in Kiew mit dem Abschluss 1838, wobei er mit einer Goldmedaille ausgezeichnet wurde. Danach war er Lehrer für Mathematik an höheren Schulen in Kiew. 1843 war er auf Auslandsreise nach Deutschland, Italien, der Schweiz, Frankreich, England und Schweden zum Studium insbesondere der Geologie und Mineralogie. Ab 1847 hielt er an seiner alten Universität Vorlesungen über Botanik und erhielt 1852 die Oberaufsicht über deren Herbarium und deren Botanischen Garten. 1850 machte er eine Abschlussarbeit für Geologie und Mineralogie über fossile Fische in seiner heimatlichen Ukraine und 1853 wurde er zum Doktor der Naturwissenschaften promoviert. Er erforschte im selben Jahr auf Reisen die Flora seiner Heimat und wurde außerordentlicher und ab 1855 ordentlicher Professor für Botanik an der Wladimir-Universität. 1868 ging er sich (im Rang eines Staatsrats) an der Universität in den Ruhestand. Er war Mitglied der kaiserlich russischen mineralogischen Gesellschaft und der Kiewer Gesellschaft der Naturforscher.
Von ihm stammen zahlreiche Publikationen über die Flora der Provinz Kiew, deren Paläontologie und Geologie und auch archäologische Arbeiten. Unter anderem veröffentlichte er auch ein Wörterbuch volkstümlicher Pflanzennamen aus dem Südwesten Russlands bzw. der Ukraine. Seine Arbeit über fossile Fische der Provinz Kiew erhielt 1862 den Demidow-Preis.

## Belege
- Russische Biographie
- Rudolf Schubert, Günther Wagner: Botanisches Wörterbuch – Pflanzennamen und botanische Fachwörter. 12. Auflage. Eugen Ulmer, Stuttgart 2000, ISBN 3-8252-1476-1.
- O. Schmeil: Flora von Deutschland und angrenzender Länder. 89. Auflage, Quelle und Meyer 1993; S. 214

| Personendaten    | Personendaten                                             |
| ---------------- | --------------------------------------------------------- |
| NAME             | Rogowitsch, Afanassi Semjonowitsch                        |
| ALTERNATIVNAMEN  | Рогович, Афанасий Семенович (russisch)                    |
| KURZBESCHREIBUNG | Botaniker und Paläontologe                                |
| GEBURTSDATUM     | 18. Januar 1812                                           |
| GEBURTSORT       | Rogowle, Gouvernement Tschernigow, Russisches Kaiserreich |
| STERBEDATUM      | 1878                                                      |